# Thelephora magnifica
Thelephora magnifica är en svampart som beskrevs av Corner 1968. Thelephora magnifica ingår i släktet vårtöron och familjen Thelephoraceae.   Inga underarter finns listade i Catalogue of Life.